# Vitellibaculum girellicola
Vitellibaculum girellicola är en plattmaskart. Vitellibaculum girellicola ingår i släktet Vitellibaculum och familjen Haploporidae. Inga underarter finns listade i Catalogue of Life.